# Microperoryctes longicauda
Il bandicoot striato (Microperoryctes longicauda (Peters & Doria, 1876)) è un marsupiale dell'ordine dei Peramelemorfi. È diffuso su tutte le montagne delle regioni centrali della Nuova Guinea (sia nella parte indonesiana che in Papua Nuova Guinea) e sui Monti Arfak (Indonesia). Vive nelle foreste pluviali ad altitudini comprese tra i 1000 e i 3950 m.
Microperoryctes longicauda, come è stato scoperto recentemente, costituisce un complesso di specie. Incorpora almeno due specie biologiche: un taxon occidentale (M. l. longicauda, che comprende anche M. l. dorsalis) ed uno orientale (M. l. ornata, che comprende anche M. l. magna); gli areali dei due taxon si sovrappongono sui Monti Star, in Papua Nuova Guinea.